# Administrativkarte von Niederösterreich
Die Administrativkarte von Niederösterreich ist ein 1867–1882 herausgegebenes Kartenwerk von Niederösterreich.
Das Kartenwerk im Maßstab 1:28.000 (1 Zoll entspricht 400 Wiener Klafter, 1" = 400°) wurde im Auftrag des Vereins für Landeskunde von Niederösterreich unter der Leitung von k.k. Rat Anton Steinhauser zwischen 1867 und 1882 erstellt. Herausgeber war der Verein selbst, der ein besonderes Augenmerk auf alle Kulturdetails wie Wälder, Äcker, Wiesen, Weingärten, Ortschaften, freistehende Häuser, Flüsse, Wege, Brücken usw. legte. Auf insgesamt 111 Blättern zu je 52 × 53 cm wurde das gesamte Gebiet des damaligen Niederösterreichs, das inkludierte damals auch Wien, sowie benachbarte Gebiete abgebildet, sofern sich dies aufgrund des Blattschnittes ergab. Das kartographische Grundgerüst entstammte dabei den Katastralvermessungen. Durch die Veröffentlichung, den Blattschnitt und die moderate Preisgestaltung verfolgte der Verein das Ziel, die Karte einem breiten Publikum zugänglich zu machen. Als zusätzliche Information gibt es auf manchen Karten am Rand Übersichtskarten, Größenvergleiche oder andere grafische Darstellungen. Die Legende befindet sich auf dem Blatt 1, Section Schlag.

## Führung und Neuauflage
Unter der Leitung von Karl Peucker wurden Kartenblätter nachgeführt, wobei manche Blätter als Ganzes überarbeitet, andere nur mit ausgewählten Nachträgen versehen wurden. Das Kartenwerk sollte unter Peucker ab 1914 als Neue Administrativkarte von Niederösterreich im Maßstab 1:30.000 als mehrfarbiges Kartenwerk neu aufgelegt werden, aber nach dem Zusammenbruch der Monarchie wurde dieses Ansinnen aufgegeben. Es existiert lediglich ein fertiges Probeblatt, das den Bereich zwischen Floridsdorf und Wolkersdorf abbildet.

## Veröffentlichte Blätter
- Anton Steinhauser: Administrativkarte von Niederösterreich. Blatt 1, Sektion Schlag, 1:28.800, Hrsg: Verein für Landeskunde von Niederösterreich, in Kommission von Artaria & Co., Wien 1867–1882 (noel.gv.at [JPG; 4,8 MB]).
- Anton Steinhauser: Administrativkarte von Niederösterreich. Blatt 2, Sektion Haugschlag, 1:28.800, Hrsg: Verein für Landeskunde von Niederösterreich, in Kommission von Artaria & Co., Wien 1867–1882 (noel.gv.at [JPG; 6,4 MB]).
- Anton Steinhauser: Administrativkarte von Niederösterreich. Blatt 3, Sektion Fratres, 1:28.800, Hrsg: Verein für Landeskunde von Niederösterreich, in Kommission von Artaria & Co., Wien 1867–1882 (noel.gv.at [JPG; 6,0 MB]).
- Anton Steinhauser: Administrativkarte von Niederösterreich. Blatt 4, Sektion Schwarzbach, 1:28.800, Hrsg: Verein für Landeskunde von Niederösterreich, in Kommission von Artaria & Co., Wien 1867–1882 (noel.gv.at [JPG; 6,5 MB]).
- Anton Steinhauser: Administrativkarte von Niederösterreich. Blatt 5, Sektion Litschau, 1:28.800, Hrsg: Verein für Landeskunde von Niederösterreich, in Kommission von Artaria & Co., Wien 1867–1882 (noel.gv.at [JPG; 8,0 MB]).
- Anton Steinhauser: Administrativkarte von Niederösterreich. Blatt 6, Sektion Dobersberg, 1:28.800, Hrsg: Verein für Landeskunde von Niederösterreich, in Kommission von Artaria & Co., Wien 1867–1882 (noel.gv.at [JPG; 7,1 MB]).
- Anton Steinhauser: Administrativkarte von Niederösterreich. Blatt 7, Sektion Raabs, 1:28.800, Hrsg: Verein für Landeskunde von Niederösterreich, in Kommission von Artaria & Co., Wien 1867–1882 (noel.gv.at [JPG; 6,3 MB]).
- Anton Steinhauser: Administrativkarte von Niederösterreich. Blatt 8, Sektion Langau, 1:28.800, Hrsg: Verein für Landeskunde von Niederösterreich, in Kommission von Artaria & Co., Wien 1867–1882 (noel.gv.at [JPG; 5,5 MB]).
- Anton Steinhauser: Administrativkarte von Niederösterreich. Blatt 9, Sektion Hardegg, 1:28.800, Hrsg: Verein für Landeskunde von Niederösterreich, in Kommission von Artaria & Co., Wien 1867–1882 (noel.gv.at [JPG; 6,3 MB]).
- Anton Steinhauser: Administrativkarte von Niederösterreich. Blatt 10, Sektion Harbach, 1:28.800, Hrsg: Verein für Landeskunde von Niederösterreich, in Kommission von Artaria & Co., Wien 1867–1882 (noel.gv.at [JPG; 6,8 MB]).
- Anton Steinhauser: Administrativkarte von Niederösterreich. Blatt 11, Sektion Weitra, 1:28.800, Hrsg: Verein für Landeskunde von Niederösterreich, in Kommission von Artaria & Co., Wien 1867–1882 (noel.gv.at [JPG; 8,5 MB]).
- Anton Steinhauser: Administrativkarte von Niederösterreich. Blatt 12, Sektion Schrems, 1:28.800, Hrsg: Verein für Landeskunde von Niederösterreich, in Kommission von Artaria & Co., Wien 1867–1882 (noel.gv.at [JPG; 7,5 MB]).
- Anton Steinhauser: Administrativkarte von Niederösterreich. Blatt 13, Sektion Waidhofen, 1:28.800, Hrsg: Verein für Landeskunde von Niederösterreich, in Kommission von Artaria & Co., Wien 1867–1882 (noel.gv.at [JPG; 7,4 MB]).
- Anton Steinhauser: Administrativkarte von Niederösterreich. Blatt 14, Sektion Messern, 1:28.800, Hrsg: Verein für Landeskunde von Niederösterreich, in Kommission von Artaria & Co., Wien 1867–1882 (noel.gv.at [JPG; 6,8 MB]).
- Anton Steinhauser: Administrativkarte von Niederösterreich. Blatt 15, Sektion Geras, 1:28.800, Hrsg: Verein für Landeskunde von Niederösterreich, in Kommission von Artaria & Co., Wien 1867–1882 (noel.gv.at [JPG; 6,6 MB]).
- Anton Steinhauser: Administrativkarte von Niederösterreich. Blatt 16, Sektion Retz, 1:28.800, Hrsg: Verein für Landeskunde von Niederösterreich, in Kommission von Artaria & Co., Wien 1867–1882 (noel.gv.at [JPG; 7,3 MB]).
- Anton Steinhauser: Administrativkarte von Niederösterreich. Blatt 17, Sektion Haugsdorf, 1:28.800, Hrsg: Verein für Landeskunde von Niederösterreich, in Kommission von Artaria & Co., Wien 1867–1882 (noel.gv.at [JPG; 6,1 MB]).
- Anton Steinhauser: Administrativkarte von Niederösterreich. Blatt 18, Sektion Laa, 1:28.800, Hrsg: Verein für Landeskunde von Niederösterreich, in Kommission von Artaria & Co., Wien 1867–1882 (noel.gv.at [JPG; 5,6 MB]).
- Anton Steinhauser: Administrativkarte von Niederösterreich. Blatt 19, Sektion Falkenstein, 1:28.800, Hrsg: Verein für Landeskunde von Niederösterreich, in Kommission von Artaria & Co., Wien 1867–1882 (noel.gv.at [JPG; 6,3 MB]).
- Anton Steinhauser: Administrativkarte von Niederösterreich. Blatt 20, Sektion Feldsberg, 1:28.800, Hrsg: Verein für Landeskunde von Niederösterreich, in Kommission von Artaria & Co., Wien 1867–1882 (noel.gv.at [JPG; 7,3 MB]).
- Anton Steinhauser: Administrativkarte von Niederösterreich. Blatt 21, Sektion Landshut, 1:28.800, Hrsg: Verein für Landeskunde von Niederösterreich, in Kommission von Artaria & Co., Wien 1867–1882 (noel.gv.at [JPG; 5,6 MB]).
- Anton Steinhauser: Administrativkarte von Niederösterreich. Blatt 22, Sektion Karlstift, 1:28.800, Hrsg: Verein für Landeskunde von Niederösterreich, in Kommission von Artaria & Co., Wien 1867–1882 (noel.gv.at [JPG; 8,9 MB]).
- Anton Steinhauser: Administrativkarte von Niederösterreich. Blatt 23, Sektion Groß Gerungs, 1:28.800, Hrsg: Verein für Landeskunde von Niederösterreich, in Kommission von Artaria & Co., Wien 1867–1882 (noel.gv.at [JPG; 9,0 MB]).
- Anton Steinhauser: Administrativkarte von Niederösterreich. Blatt 24, Sektion Zwettl, 1:28.800, Hrsg: Verein für Landeskunde von Niederösterreich, in Kommission von Artaria & Co., Wien 1867–1882 (noel.gv.at [JPG; 8,7 MB]).
- Anton Steinhauser: Administrativkarte von Niederösterreich. Blatt 25, Sektion Döllersheim, 1:28.800, Hrsg: Verein für Landeskunde von Niederösterreich, in Kommission von Artaria & Co., Wien 1867–1882 (noel.gv.at [JPG; 7,7 MB]).
- Anton Steinhauser: Administrativkarte von Niederösterreich. Blatt 26, Sektion Altenburg, 1:28.800, Hrsg: Verein für Landeskunde von Niederösterreich, in Kommission von Artaria & Co., Wien 1867–1882 (noel.gv.at [JPG; 7,0 MB]).
- Anton Steinhauser: Administrativkarte von Niederösterreich. Blatt 27, Sektion Horn - Eggenburg, 1:28.800, Hrsg: Verein für Landeskunde von Niederösterreich, in Kommission von Artaria & Co., Wien 1867–1882 (noel.gv.at [JPG; 7,3 MB]).
- Anton Steinhauser: Administrativkarte von Niederösterreich. Blatt 28, Sektion Sitzendorf, 1:28.800, Hrsg: Verein für Landeskunde von Niederösterreich, in Kommission von Artaria & Co., Wien 1867–1882 (noel.gv.at [JPG; 6,5 MB]).
- Anton Steinhauser: Administrativkarte von Niederösterreich. Blatt 29, Sektion Ober Hollabrunn, 1:28.800, Hrsg: Verein für Landeskunde von Niederösterreich, in Kommission von Artaria & Co., Wien 1867–1882 (noel.gv.at [JPG; 6,5 MB]).
- Anton Steinhauser: Administrativkarte von Niederösterreich. Blatt 30, Sektion Stronsdorf, 1:28.800, Hrsg: Verein für Landeskunde von Niederösterreich, in Kommission von Artaria & Co., Wien 1867–1882 (noel.gv.at [JPG; 7,2 MB]).
- Anton Steinhauser: Administrativkarte von Niederösterreich. Blatt 31, Sektion Mistelbach, 1:28.800, Hrsg: Verein für Landeskunde von Niederösterreich, in Kommission von Artaria & Co., Wien 1867–1882 (noel.gv.at [JPG; 7,3 MB]).
- Anton Steinhauser: Administrativkarte von Niederösterreich. Blatt 32, Sektion Hausbrunn, 1:28.800, Hrsg: Verein für Landeskunde von Niederösterreich, in Kommission von Artaria & Co., Wien 1867–1882 (noel.gv.at [JPG; 6,6 MB]).
- Anton Steinhauser: Administrativkarte von Niederösterreich. Blatt 33, Sektion Hohenau, 1:28.800, Hrsg: Verein für Landeskunde von Niederösterreich, in Kommission von Artaria & Co., Wien 1867–1882 (noel.gv.at [JPG; 4,8 MB]).
- Anton Steinhauser: Administrativkarte von Niederösterreich. Blatt 34, Sektion Arbesbach, 1:28.800, Hrsg: Verein für Landeskunde von Niederösterreich, in Kommission von Artaria & Co., Wien 1867–1882 (noel.gv.at [JPG; 8,5 MB]).
- Anton Steinhauser: Administrativkarte von Niederösterreich. Blatt 35, Sektion Ottenschlag, 1:28.800, Hrsg: Verein für Landeskunde von Niederösterreich, in Kommission von Artaria & Co., Wien 1867–1882 (noel.gv.at [JPG; 8,1 MB]).
- Anton Steinhauser: Administrativkarte von Niederösterreich. Blatt 36, Sektion Els, 1:28.800, Hrsg: Verein für Landeskunde von Niederösterreich, in Kommission von Artaria & Co., Wien 1867–1882 (noel.gv.at [JPG; 8,5 MB]).
- Anton Steinhauser: Administrativkarte von Niederösterreich. Blatt 37, Sektion Krems - Gföhl, 1:28.800, Hrsg: Verein für Landeskunde von Niederösterreich, in Kommission von Artaria & Co., Wien 1867–1882 (noel.gv.at [JPG; 7,0 MB]).
- Anton Steinhauser: Administrativkarte von Niederösterreich. Blatt 38, Sektion Langenlois, 1:28.800, Hrsg: Verein für Landeskunde von Niederösterreich, in Kommission von Artaria & Co., Wien 1867–1882 (noel.gv.at [JPG; 6,7 MB]).
- Anton Steinhauser: Administrativkarte von Niederösterreich. Blatt 39, Sektion Kirchberg am Wagram, 1:28.800, Hrsg: Verein für Landeskunde von Niederösterreich, in Kommission von Artaria & Co., Wien 1867–1882 (noel.gv.at [JPG; 6,8 MB]).
- Anton Steinhauser: Administrativkarte von Niederösterreich. Blatt 40, Sektion Göllersdorf, 1:28.800, Hrsg: Verein für Landeskunde von Niederösterreich, in Kommission von Artaria & Co., Wien 1867–1882 (noel.gv.at [JPG; 6,8 MB]).
- Anton Steinhauser: Administrativkarte von Niederösterreich. Blatt 41, Sektion Ernstbrunn, 1:28.800, Hrsg: Verein für Landeskunde von Niederösterreich, in Kommission von Artaria & Co., Wien 1867–1882 (noel.gv.at [JPG; 7,0 MB]).
- Anton Steinhauser: Administrativkarte von Niederösterreich. Blatt 42, Sektion Gaunersdorf, 1:28.800, Hrsg: Verein für Landeskunde von Niederösterreich, in Kommission von Artaria & Co., Wien 1867–1882 (noel.gv.at [JPG; 7,2 MB]).
- Anton Steinhauser: Administrativkarte von Niederösterreich. Blatt 43, Sektion Zistersdorf, 1:28.800, Hrsg: Verein für Landeskunde von Niederösterreich, in Kommission von Artaria & Co., Wien 1867–1882 (noel.gv.at [JPG; 6,4 MB]).
- Anton Steinhauser: Administrativkarte von Niederösterreich. Blatt 44, Sektion Drösing, 1:28.800, Hrsg: Verein für Landeskunde von Niederösterreich, in Kommission von Artaria & Co., Wien 1867–1882 (noel.gv.at [JPG; 4,9 MB]).
- Anton Steinhauser: Administrativkarte von Niederösterreich. Blatt 45, Sektion Dorfstetten, 1:28.800, Hrsg: Verein für Landeskunde von Niederösterreich, in Kommission von Artaria & Co., Wien 1867–1882 (noel.gv.at [JPG; 9,0 MB]).
- Anton Steinhauser: Administrativkarte von Niederösterreich. Blatt 46, Sektion Pöggstall, 1:28.800, Hrsg: Verein für Landeskunde von Niederösterreich, in Kommission von Artaria & Co., Wien 1867–1882 (noel.gv.at [JPG; 8,6 MB]).
- Anton Steinhauser: Administrativkarte von Niederösterreich. Blatt 47, Sektion Spitz, 1:28.800, Hrsg: Verein für Landeskunde von Niederösterreich, in Kommission von Artaria & Co., Wien 1867–1882 (noel.gv.at [JPG; 7,2 MB]).
- Anton Steinhauser: Administrativkarte von Niederösterreich. Blatt 48, Sektion Stein - Mautern, 1:28.800, Hrsg: Verein für Landeskunde von Niederösterreich, in Kommission von Artaria & Co., Wien 1867–1882 (noel.gv.at [JPG; 8,8 MB]).
- Anton Steinhauser: Administrativkarte von Niederösterreich. Blatt 49, Sektion Herzogenburg, 1:28.800, Hrsg: Verein für Landeskunde von Niederösterreich, in Kommission von Artaria & Co., Wien 1867–1882 (noel.gv.at [JPG; 7,4 MB]).
- Anton Steinhauser: Administrativkarte von Niederösterreich. Blatt 50, Sektion Tulln, 1:28.800, Hrsg: Verein für Landeskunde von Niederösterreich, in Kommission von Artaria & Co., Wien 1867–1882 (noel.gv.at [JPG; 6,6 MB]).
- Anton Steinhauser: Administrativkarte von Niederösterreich. Blatt 51, Sektion Stockerau, 1:28.800, Hrsg: Verein für Landeskunde von Niederösterreich, in Kommission von Artaria & Co., Wien 1867–1882 (noel.gv.at [JPG; 7,5 MB]).
- Anton Steinhauser: Administrativkarte von Niederösterreich. Blatt 52, Sektion Korneuburg, 1:28.800, Hrsg: Verein für Landeskunde von Niederösterreich, in Kommission von Artaria & Co., Wien 1867–1882 (noel.gv.at [JPG; 7,2 MB]).
- Anton Steinhauser: Administrativkarte von Niederösterreich. Blatt 53, Sektion Wolkersdorf, 1:28.800, Hrsg: Verein für Landeskunde von Niederösterreich, in Kommission von Artaria & Co., Wien 1867–1882 (noel.gv.at [JPG; 5,6 MB]).
- Anton Steinhauser: Administrativkarte von Niederösterreich. Blatt 54, Sektion Matzen, Weikendorf, 1:28.800, Hrsg: Verein für Landeskunde von Niederösterreich, in Kommission von Artaria & Co., Wien 1867–1882 (noel.gv.at [JPG; 6,0 MB]).
- Anton Steinhauser: Administrativkarte von Niederösterreich. Blatt 55, Sektion Marchegg, 1:28.800, Hrsg: Verein für Landeskunde von Niederösterreich, in Kommission von Artaria & Co., Wien 1867–1882 (noel.gv.at [JPG; 5,5 MB]).
- Anton Steinhauser: Administrativkarte von Niederösterreich. Blatt 56, Sektion Sankt Valentin, 1:28.800, Hrsg: Verein für Landeskunde von Niederösterreich, in Kommission von Artaria & Co., Wien 1867–1882 (noel.gv.at [JPG; 6,5 MB]).
- Anton Steinhauser: Administrativkarte von Niederösterreich. Blatt 57, Sektion Wallsee, 1:28.800, Hrsg: Verein für Landeskunde von Niederösterreich, in Kommission von Artaria & Co., Wien 1867–1882 (noel.gv.at [JPG; 7,4 MB]).
- Anton Steinhauser: Administrativkarte von Niederösterreich. Blatt 58, Sektion Neustadtl, 1:28.800, Hrsg: Verein für Landeskunde von Niederösterreich, in Kommission von Artaria & Co., Wien 1867–1882 (noel.gv.at [JPG; 8,4 MB]).
- Anton Steinhauser: Administrativkarte von Niederösterreich. Blatt 59, Sektion Ybbs, 1:28.800, Hrsg: Verein für Landeskunde von Niederösterreich, in Kommission von Artaria & Co., Wien 1867–1882 (noel.gv.at [JPG; 7,7 MB]).
- Anton Steinhauser: Administrativkarte von Niederösterreich. Blatt 60, Sektion Melk, 1:28.800, Hrsg: Verein für Landeskunde von Niederösterreich, in Kommission von Artaria & Co., Wien 1867–1882 (noel.gv.at [JPG; 7,9 MB]).
- Anton Steinhauser: Administrativkarte von Niederösterreich. Blatt 61, Sektion Sankt Pölten, 1:28.800, Hrsg: Verein für Landeskunde von Niederösterreich, in Kommission von Artaria & Co., Wien 1867–1882 (noel.gv.at [JPG; 6,8 MB]).
- Anton Steinhauser: Administrativkarte von Niederösterreich. Blatt 62, Sektion Böheimkirchen, 1:28.800, Hrsg: Verein für Landeskunde von Niederösterreich, in Kommission von Artaria & Co., Wien 1867–1882 (noel.gv.at [JPG; 7,2 MB]).
- Anton Steinhauser: Administrativkarte von Niederösterreich. Blatt 63, Sektion Neulengbach, 1:28.800, Hrsg: Verein für Landeskunde von Niederösterreich, in Kommission von Artaria & Co., Wien 1867–1882 (noel.gv.at [JPG; 7,6 MB]).
- Anton Steinhauser: Administrativkarte von Niederösterreich. Blatt 64, Sektion Purkersdorf, 1:28.800, Hrsg: Verein für Landeskunde von Niederösterreich, in Kommission von Artaria & Co., Wien 1867–1882 (noel.gv.at [JPG; 8,0 MB]).
- Anton Steinhauser: Administrativkarte von Niederösterreich. Blatt 65, Sektion Wien samt Umgebung, 1:28.800, Hrsg: Verein für Landeskunde von Niederösterreich, in Kommission von Artaria & Co., Wien 1867–1882 (noel.gv.at [JPG; 7,1 MB]).
- Anton Steinhauser: Administrativkarte von Niederösterreich. Blatt 66, Sektion Groß Enzersdorf, 1:28.800, Hrsg: Verein für Landeskunde von Niederösterreich, in Kommission von Artaria & Co., Wien 1867–1882 (noel.gv.at [JPG; 6,9 MB]).
- Anton Steinhauser: Administrativkarte von Niederösterreich. Blatt 67, Sektion Orth, 1:28.800, Hrsg: Verein für Landeskunde von Niederösterreich, in Kommission von Artaria & Co., Wien 1867–1882 (noel.gv.at [JPG; 6,3 MB]).
- Anton Steinhauser: Administrativkarte von Niederösterreich. Blatt 68, Sektion Hainburg, 1:28.800, Hrsg: Verein für Landeskunde von Niederösterreich, in Kommission von Artaria & Co., Wien 1867–1882 (noel.gv.at [JPG; 6,2 MB]).
- Anton Steinhauser: Administrativkarte von Niederösterreich. Blatt 69, Sektion Haag, 1:28.800, Hrsg: Verein für Landeskunde von Niederösterreich, in Kommission von Artaria & Co., Wien 1867–1882 (noel.gv.at [JPG; 9,3 MB]).
- Anton Steinhauser: Administrativkarte von Niederösterreich. Blatt 70, Sektion Aschbach, 1:28.800, Hrsg: Verein für Landeskunde von Niederösterreich, in Kommission von Artaria & Co., Wien 1867–1882 (noel.gv.at [JPG; 8,2 MB]).
- Anton Steinhauser: Administrativkarte von Niederösterreich. Blatt 71, Sektion Amstetten, 1:28.800, Hrsg: Verein für Landeskunde von Niederösterreich, in Kommission von Artaria & Co., Wien 1867–1882 (noel.gv.at [JPG; 7,8 MB]).
- Anton Steinhauser: Administrativkarte von Niederösterreich. Blatt 72, Sektion Scheibbs, 1:28.800, Hrsg: Verein für Landeskunde von Niederösterreich, in Kommission von Artaria & Co., Wien 1867–1882 (noel.gv.at [JPG; 7,7 MB]).
- Anton Steinhauser: Administrativkarte von Niederösterreich. Blatt 73, Sektion Mank, 1:28.800, Hrsg: Verein für Landeskunde von Niederösterreich, in Kommission von Artaria & Co., Wien 1867–1882 (noel.gv.at [JPG; 8,7 MB]).
- Anton Steinhauser: Administrativkarte von Niederösterreich. Blatt 74, Sektion Lilienfeld, 1:28.800, Hrsg: Verein für Landeskunde von Niederösterreich, in Kommission von Artaria & Co., Wien 1867–1882 (noel.gv.at [JPG; 8,2 MB]).
- Anton Steinhauser: Administrativkarte von Niederösterreich. Blatt 75, Sektion Hainfeld, 1:28.800, Hrsg: Verein für Landeskunde von Niederösterreich, in Kommission von Artaria & Co., Wien 1867–1882 (noel.gv.at [JPG; 7,6 MB]).
- Anton Steinhauser: Administrativkarte von Niederösterreich. Blatt 76, Sektion Altenmarkt, 1:28.800, Hrsg: Verein für Landeskunde von Niederösterreich, in Kommission von Artaria & Co., Wien 1867–1882 (noel.gv.at [JPG; 7,7 MB]).
- Anton Steinhauser: Administrativkarte von Niederösterreich. Blatt 77, Sektion Baden, 1:28.800, Hrsg: Verein für Landeskunde von Niederösterreich, in Kommission von Artaria & Co., Wien 1867–1882 (noel.gv.at [JPG; 8,3 MB]).
- Anton Steinhauser: Administrativkarte von Niederösterreich. Blatt 78, Sektion Mödling - Laxenburg, 1:28.800, Hrsg: Verein für Landeskunde von Niederösterreich, in Kommission von Artaria & Co., Wien 1867–1882 (noel.gv.at [JPG; 8,0 MB]).
- Anton Steinhauser: Administrativkarte von Niederösterreich. Blatt 79, Sektion Fischamend, 1:28.800, Hrsg: Verein für Landeskunde von Niederösterreich, in Kommission von Artaria & Co., Wien 1867–1882 (noel.gv.at [JPG; 5,9 MB]).
- Anton Steinhauser: Administrativkarte von Niederösterreich. Blatt 80, Sektion Bruck, 1:28.800, Hrsg: Verein für Landeskunde von Niederösterreich, in Kommission von Artaria & Co., Wien 1867–1882 (noel.gv.at [JPG; 6,1 MB]).
- Anton Steinhauser: Administrativkarte von Niederösterreich. Blatt 81, Sektion Prellenkirchen, 1:28.800, Hrsg: Verein für Landeskunde von Niederösterreich, in Kommission von Artaria & Co., Wien 1867–1882 (noel.gv.at [JPG; 6,1 MB]).
- Anton Steinhauser: Administrativkarte von Niederösterreich. Blatt 82, Sektion Neustift, 1:28.800, Hrsg: Verein für Landeskunde von Niederösterreich, in Kommission von Artaria & Co., Wien 1867–1882 (noel.gv.at [JPG; 6,0 MB]).
- Anton Steinhauser: Administrativkarte von Niederösterreich. Blatt 83, Sektion Waidhofen an der Ybbs, 1:28.800, Hrsg: Verein für Landeskunde von Niederösterreich, in Kommission von Artaria & Co., Wien 1867–1882 (noel.gv.at [JPG; 8,5 MB]).
- Anton Steinhauser: Administrativkarte von Niederösterreich. Blatt 84, Sektion Ybbsitz, 1:28.800, Hrsg: Verein für Landeskunde von Niederösterreich, in Kommission von Artaria & Co., Wien 1867–1882 (noel.gv.at [JPG; 7,8 MB]).
- Anton Steinhauser: Administrativkarte von Niederösterreich. Blatt 85, Sektion Gaming, 1:28.800, Hrsg: Verein für Landeskunde von Niederösterreich, in Kommission von Artaria & Co., Wien 1867–1882 (noel.gv.at [JPG; 7,3 MB]).
- Anton Steinhauser: Administrativkarte von Niederösterreich. Blatt 86, Sektion Annaberg, 1:28.800, Hrsg: Verein für Landeskunde von Niederösterreich, in Kommission von Artaria & Co., Wien 1867–1882 (noel.gv.at [JPG; 7,7 MB]).
- Anton Steinhauser: Administrativkarte von Niederösterreich. Blatt 87, Sektion Türnitz, 1:28.800, Hrsg: Verein für Landeskunde von Niederösterreich, in Kommission von Artaria & Co., Wien 1867–1882 (noel.gv.at [JPG; 7,3 MB]).
- Anton Steinhauser: Administrativkarte von Niederösterreich. Blatt 88, Sektion Kleinzell, 1:28.800, Hrsg: Verein für Landeskunde von Niederösterreich, in Kommission von Artaria & Co., Wien 1867–1882 (noel.gv.at [JPG; 7,0 MB]).
- Anton Steinhauser: Administrativkarte von Niederösterreich. Blatt 89, Sektion Gutenstein, 1:28.800, Hrsg: Verein für Landeskunde von Niederösterreich, in Kommission von Artaria & Co., Wien 1867–1882 (online).
- Anton Steinhauser: Administrativkarte von Niederösterreich. Blatt 90, Sektion Pottenstein, 1:28.800, Hrsg: Verein für Landeskunde von Niederösterreich, in Kommission von Artaria & Co., Wien 1867–1882 (noel.gv.at [JPG; 7,1 MB]).
- Anton Steinhauser: Administrativkarte von Niederösterreich. Blatt 91, Sektion Ebreichsdorf, 1:28.800, Hrsg: Verein für Landeskunde von Niederösterreich, in Kommission von Artaria & Co., Wien 1867–1882 (noel.gv.at [JPG; 7,0 MB]).
- Anton Steinhauser: Administrativkarte von Niederösterreich. Blatt 92, Sektion Mannersdorf, 1:28.800, Hrsg: Verein für Landeskunde von Niederösterreich, in Kommission von Artaria & Co., Wien 1867–1882 (noel.gv.at [JPG; 7,0 MB]).
- Anton Steinhauser: Administrativkarte von Niederösterreich. Blatt 93, Sektion Kaisersteinbruch, 1:28.800, Hrsg: Verein für Landeskunde von Niederösterreich, in Kommission von Artaria & Co., Wien 1867–1882 (noel.gv.at [JPG; 5,5 MB]).
- Anton Steinhauser: Administrativkarte von Niederösterreich. Blatt 94, Sektion Hollenstein, 1:28.800, Hrsg: Verein für Landeskunde von Niederösterreich, in Kommission von Artaria & Co., Wien 1867–1882 (noel.gv.at [JPG; 6,3 MB]).
- Anton Steinhauser: Administrativkarte von Niederösterreich. Blatt 95, Sektion Göstling, 1:28.800, Hrsg: Verein für Landeskunde von Niederösterreich, in Kommission von Artaria & Co., Wien 1867–1882 (noel.gv.at [JPG; 7,5 MB]).
- Anton Steinhauser: Administrativkarte von Niederösterreich. Blatt 96, Sektion Neuhaus, 1:28.800, Hrsg: Verein für Landeskunde von Niederösterreich, in Kommission von Artaria & Co., Wien 1867–1882 (noel.gv.at [JPG; 7,2 MB]).
- Anton Steinhauser: Administrativkarte von Niederösterreich. Blatt 97, Sektion Mitterbach, 1:28.800, Hrsg: Verein für Landeskunde von Niederösterreich, in Kommission von Artaria & Co., Wien 1867–1882 (noel.gv.at [JPG; 7,4 MB]).
- Anton Steinhauser: Administrativkarte von Niederösterreich. Blatt 98, Sektion St. Egydi, 1:28.800, Hrsg: Verein für Landeskunde von Niederösterreich, in Kommission von Artaria & Co., Wien 1867–1882 (noel.gv.at [JPG; 8,3 MB]).
- Anton Steinhauser: Administrativkarte von Niederösterreich. Blatt 99, Sektion Schwarzau, 1:28.800, Hrsg: Verein für Landeskunde von Niederösterreich, in Kommission von Artaria & Co., Wien 1867–1882 (noel.gv.at [JPG; 6,6 MB]).
- Anton Steinhauser: Administrativkarte von Niederösterreich. Blatt 100, Sektion Puchberg, 1:28.800, Hrsg: Verein für Landeskunde von Niederösterreich, in Kommission von Artaria & Co., Wien 1867–1882 (noel.gv.at [JPG; 7,2 MB]).
- Anton Steinhauser: Administrativkarte von Niederösterreich. Blatt 101, Sektion Wiener Neustadt, 1:28.800, Hrsg: Verein für Landeskunde von Niederösterreich, in Kommission von Artaria & Co., Wien 1867–1882 (noel.gv.at [JPG; 6,8 MB]).
- Anton Steinhauser: Administrativkarte von Niederösterreich. Blatt 102, Sektion Lichtenwörth, 1:28.800, Hrsg: Verein für Landeskunde von Niederösterreich, in Kommission von Artaria & Co., Wien 1867–1882 (noel.gv.at [JPG; 5,4 MB]).
- Anton Steinhauser: Administrativkarte von Niederösterreich. Blatt 103, Sektion Reichenau, 1:28.800, Hrsg: Verein für Landeskunde von Niederösterreich, in Kommission von Artaria & Co., Wien 1867–1882 (noel.gv.at [JPG; 7,1 MB]).
- Anton Steinhauser: Administrativkarte von Niederösterreich. Blatt 104, Sektion Gloggnitz, 1:28.800, Hrsg: Verein für Landeskunde von Niederösterreich, in Kommission von Artaria & Co., Wien 1867–1882 (noel.gv.at [JPG; 7,1 MB]).
- Anton Steinhauser: Administrativkarte von Niederösterreich. Blatt 105, Sektion Neunkirchen, 1:28.800, Hrsg: Verein für Landeskunde von Niederösterreich, in Kommission von Artaria & Co., Wien 1867–1882 (noel.gv.at [JPG; 6,9 MB]).
- Anton Steinhauser: Administrativkarte von Niederösterreich. Blatt 106, Sektion Wiesmath, 1:28.800, Hrsg: Verein für Landeskunde von Niederösterreich, in Kommission von Artaria & Co., Wien 1867–1882 (noel.gv.at [JPG; 5,5 MB]).
- Anton Steinhauser: Administrativkarte von Niederösterreich. Blatt 107, Sektion Pfaffengraben, 1:28.800, Hrsg: Verein für Landeskunde von Niederösterreich, in Kommission von Artaria & Co., Wien 1867–1882 (noel.gv.at [JPG; 5,9 MB]).
- Anton Steinhauser: Administrativkarte von Niederösterreich. Blatt 108, Sektion Neuwald, 1:28.800, Hrsg: Verein für Landeskunde von Niederösterreich, in Kommission von Artaria & Co., Wien 1867–1882 (noel.gv.at [JPG; 6,5 MB]).
- Anton Steinhauser: Administrativkarte von Niederösterreich. Blatt 109, Sektion Aspang, 1:28.800, Hrsg: Verein für Landeskunde von Niederösterreich, in Kommission von Artaria & Co., Wien 1867–1882 (noel.gv.at [JPG; 7,5 MB]).
- Anton Steinhauser: Administrativkarte von Niederösterreich. Blatt 110, Sektion Kirchschlag, 1:28.800, Hrsg: Verein für Landeskunde von Niederösterreich, in Kommission von Artaria & Co., Wien 1867–1882 (noel.gv.at [JPG; 5,6 MB]).
- Anton Steinhauser: Administrativkarte von Niederösterreich. Blatt 111, Sektion Gschaid, 1:28.800, Hrsg: Verein für Landeskunde von Niederösterreich, in Kommission von Artaria & Co., Wien 1867–1882 (noel.gv.at [JPG; 6,0 MB]).

## Quelle
- Die Administrativkarte von Niederösterreich auf noe.gv.at